# Gitterpflanze
Die Gitterpflanze (Aponogeton madagascariensis), auch Madagaskar-Wasserähre genannt, ist eine amphibisch lebende Pflanze aus der Familie der Wasserährengewächse.

## Beschreibung
Diese mehrjährige krautige Pflanze bildet eine große Knolle aus. Die Blätter sind bandförmig und gegittert und wachsen aus einer Rosette heraus. Die Blattoberfläche ist hell- bis mittelgrün. Ihre Wuchshöhe beträgt 30 bis 50 Zentimeter; die Pflanze bildet einen vierjährigen, rosafarbenen Blütenstand aus.
Die Chromosomenzahl beträgt 2n = etwa 78.

## Vorkommen
Die Pflanze hat ihr natürliches Verbreitungsgebiet auf Madagaskar, was sich auch im botanischen Artnamen ausdrückt. Außerdem kommt sie auf den Komoren vor.

## Systematik
Aponogeton madagascariensis (Mirb.) H.Bruggen hat folgende Synonyme: Aponogeton fenestralis (Pers.) Hook.f., Ouvirandra fenestralis Poir., Ouvirandra madagascariensis Mirb.
Von Aponogeton madagasciariensis gibt drei oder mehr Varietäten:
- Aponogeton madagasciariensis var. madagascariensis: Sie ist die Nominatform mit schmalen Blättern.
- Aponogeton madagasciariensis var. guillotii
- Aponogeton madagasciariensis var. henkelianus (Baum) H.Bruggen: Sie hat breite Blätter und eine unregelmäßige Gitterung.
- Aponogeton madagasciariensis var. major (Baum) H.Bruggen: Sie hat breite Blätter und eine regelmäßige Gitterung.

## Verwendung in der Aquaristik
Wie eine ganze Reihe der Wasserähren wird auch diese Pflanzenart mit mehreren Varietäten im Fachhandel zur Bepflanzung von Aquarien angeboten. Besonderes Interesse findet diese Pflanzenart wegen ihrer eigenartig gegitterten Blätter. Diese Wasserährenart gehört jedoch zu den sehr anspruchsvollen Aquarienpflanzen, die sich nur für Spezialisten eignet. Sie benötigt unter anderem eine Ruhezeit, in der sich die Knolle regenerieren kann. Auf nicht geeignete Wasserwerte reagiert sie sehr empfindlich. Nach der Blüte geht die Pflanze meist ein. Nachzuchten aus Samen sind bisher nur einige Male gelungen.
Der Lichtbedarf der Pflanze ist mittel bis hoch. Sie benötigt Wassertemperaturen zwischen 18 und 23 Grad Celsius. Sie eignet sich im Aquarium für die Bepflanzung des mittleren Bereichs und kann auch als Solitärpflanze verwendet werden. Aufgrund der Größe sollte das Aquarium, in dem sie gepflegt wird, mindestens 200 Liter Wasser fassen.